# ویتنشام
ویتنام (به انگلیسی: Witnesham) یک روستا و محله مدنی در بریتانیا است که در سافک کاستال واقع شده‌است. ویتنشام ۷۹۲ نفر جمعیت دارد